# Tista
Tista Das, ou simplesmente Tista (nascida em 20 de dezembro de 1976), é uma atriz indiana. Transexual MtF (Male to Female, de homem para mulher, em inglês), Tista foi registrada Sushanto Das ao nascer. Mais tarde submeteu-se a uma mudança de sexo com um reputado cirurgião de Calcutá. 
Profissionalmente, atuou em alguns filmes de línguas hindi e bengali, tanto no papel de atriz quanto no de assistente de produção.

## Filmografia
- Beyond Reflections, 2006
- Ebong Fera
- The Third Gender?
- Naari
- I could not be your son, mom